# 1119-es mellékút (Magyarország)
Az 1119-es számú mellékút egy körülbelül 35 kilométer hosszú, mellékút Komárom-Esztergom vármegyében, a Gerecse hegységben. A megye egyik legfontosabb mellékútja, mert közvetlen összeköttetést biztosít a megyeszékhely Tatabánya, valamint Esztergom és Dorog térsége között. Fő iránya nagyjából végig délnyugati, de az egyes szakaszok iránya a domborzati viszonyok miatt elég változatos.

## Nyomvonala
Tát területén ágazik ki a 10-es főútból, nem messze onnét, ahol az a 11-es főúttal találkozik. Keresztezi az Esztergom–Almásfüzitő-vasútvonalat, majd nem sokkal később átlép Tokod területére. Mintegy három kilométer után csatlakozik hozzá a rövid, alig 5 kilométeres 1118-as mellékút, amely Tokod belterületén kanyarog végig. Kevéssel arrébb leágazik délkelet felé az 1121-es mellékút, amely Ebszőnybánya, Annavölgy és Sárisáp érintésével Dág határáig húzódik, majd, már Nagysáp Őrisáp településrészénél kiágazik belőle nyugat-északnyugati irányban a Péliföldszentkereszt és Bajót felé vezető 1124-es út.
Ezután elhalad Nagysáp keleti széle mellett (a községbe a 11 131-es számú mellékút vezet be), majd Bajna területére ér. Itt keresztezi az északnyugatról, Bajót és Nyergesújfalu felől idáig húzódó 1125-ös utat, kevéssel arrébb pedig beletorkollik a Zsámbéktól Szomoron és Bajna lakott területén át idáig húzódó 1105-ös út. Egy egészen rövid szakaszon áthalad Gyermely közigazgatási területének legészakibb részei közt is, de e községet ennél jobban nem érinti, a lakott területével sincs közúti kapcsolata. A következő, útjába eső település Héreg, de ennek belterületi utcáit is inkább csak megközelíti a nyomvonala.
Tarján a következő települése, itt szintén két elágazása is van: előbb az 1123-as út torkollik bele Gyermely-Szomor irányából 13 kilométer után, majd az 1128-as út ágazik ki belőle Tata és Agostyán felé (északnyugati irányban). Tarjánt elhagyva jön még egy elágazása délkelet felé (a 11 139-es számú mellékút), Tornyópuszta külterületi településrész irányába, végül átlép Tatabánya területére. Utolsó kilométerein még keresztezi az M1-es autópálya nyomvonalát (csomópont nélkül), majd becsatlakozik az 1-es főútba és véget ér.

## Települések az út mentén
- Tát
- Tokod
- Nagysáp
- Bajna
- Héreg
- Tarján
- Tatabánya

## Története
Bajna és Tát közötti szakasza 2025. január 1-jétől – ideiglenes jelleggel, az M100-as autóút elkészültéig – főúti besorolást kapott, a 103-as főút részeként.